# Ка (кана)
か в хирагане и カ в катакане — символы японской каны, используемые для записи ровно одной моры. В системе Поливанова записывается кириллицей: «ка», в международном фонетическом алфавите звучание записывается: /ka/. В современном японском языке находится на шестом месте в слоговой азбуке, после お и перед き.

## Происхождение
か и カ появились в результате упрощённого написания кандзи 加.

## Написание
|  |  |

Знак хираганы «か» записывается с помощью трёх штрихов:
1. слева направо проводится горизонтальная черта, сворачивающая вниз, а затем образующая небольшой крючок по направлению влево;
2. выгнутая вертикальная черта, перечёркивающая первую черту;
3. мелкая выгнутая черта справа.

Знак катаканы «カ» записывается с помощью двух штрихов:
1. слева направо проводится горизонтальная черта, сворачивающая вниз, а затем образующая небольшой крючок по направлению влево;
2. выгнутая вертикальная черта, перечёркивающая первую черту.

## Коды символов вкодировках
- Юникод:
  - か: U+304B,
  - カ: U+30AB.